# Александровка (Азовский немецкий национальный район)
Алекса́ндровка — село в Азовском немецком национальном районе Омской области, административный центр Александровского сельского поселения.

## Физико-географическая характеристика
Село находится в лесостепной зоне Омской области в пределах Ишимской равнины, являющейся частью Западно-Сибирской равнины), на берегу озера Кошкуль. Высота центра населённого пункта — 107 метров над уровнем моря. Почвы — чернозёмы языковатые обыкновенные.
Расстояние до районного центра села Азово по автомобильным дорогам составляет 28 км, до областного центра города Омск — 71 км.
Климат
Климат резко континентальный, со значительными перепадами температур зимой и летом (согласно классификации климатов Кёппена — влажный континентальный климат (Dfb) с тёплым летом и холодной и продолжительной зимой). Многолетняя норма осадков — 376 мм. Наибольшее количество осадков выпадает в июле — 62 мм, наименьшее в марте — 14 мм. Среднегодовая температура положительная и составляет + 1,5 С, средняя температура января −17.3 С, июля +19.7 С.

## История
Первая партия переселенцев (37 семей) прибыла к месту поселения летом 1893 года. 7 марта 1894 года прибыли ещё 40 семей из Саратовской и Самарской губерний, прожив до этого в Локтевской волости Барнаульского уезда Томской губернии. С 1896-го по 1899 г. выбыло 30 семей: 9 семей уехало в Сыр-Дарьинскую область, 9 — в Минусинский округ Енисейской губернии, 9 вернулись в Европейскую часть России, 3 семьи осели в Омске.
20 октября 1894 года принято постановление Акмолинского областного правления об образовании в Александровке сельского управления. В 1900 году открыто министерское начальное народное сельское училище (школа). В 1904 году насчитывалось 105 хозяйств, имелось 3 казённых и 4 частных колодцев, 4 ветряные мельницы, одна бакалейно-мануфактурная лавка. В 1913 году было 140 дворов, 6 торгово-промышленных пунктов (маслобойные и кирпичные заводы, торговые лавки), еженедельно проходил базар. В 1909 году открыт лютеранский приход Святого Иоаннеса.
В 1920-е годы возникают кооперативные формы организации труда: сельхозартель (1920), маслоартель (1923), сельхозтоварищества (3-е и 4-е Александровское, 1924), машинное (1-е Александровское, 1925). В январе 1929 года создан колхоз «Память Ленина». В октябре 1929 году колхоз и другие товарищества объединились в коммуну имени Тельмана (с конца 1929 года сельхозартель, с 1930 года — колхоз «Ландманн», с сентября 1941 года колхоз «Стахановский труд»). В 1924 году открыт пункт ликбеза, имелся клуб, изба-читальня, школа.
В годы Великой Отечественной войны 33 жителя села приняли участие в боевых действиях, в село вернулись 19 человек. Александровка приняла депортированных немцев из Поволжья. Жители были мобилизованы в трудармию.
В 1951 году Александровка стала центром крупного колхоза имени Тельмана, возникшего в результате после объединения ряда хозяйств. В последующие годы появились библиотека (1945), детсад (1950), проведена радиофикация (1952), открыта средняя школа (1965), проложен водопровод (1975), открыт медицинский комплекс (1989).
С 1945 по 1962 год село относилось к Азовскому району, с января 1963 года по март 1964 года — к Таврическому району, с 1964 года — Шербакульскому району. В 1992 году включено в состав Азовского немецкого национального района.
В 1992 году построены пекарня и мясоперерабатывающий цех.

## Население
| 1897  | 1911  | 1920  | 1926  | 1939  | 1970  | 1979  |
| ----- | ----- | ----- | ----- | ----- | ----- | ----- |
| 850   | ↗1528 | ↗1589 | ↗1700 | ↗1729 | ↘1587 | ↘1387 |
| 1989  | 1992  | 2002  | 2006  | 2010  |       |       |
| ↗1503 | ↘1460 | ↘1433 | ↘1361 | ↘1284 |       |       |